# 궤 (위위)
궤(潰, ? ~ 기원전 87년?)는 전한 중기의 관료이다. '궤'는 이름자로, 성씨는 알 수 없다.

## 생애
후원 2년(기원전 87), 위위 궤는 마통(馬通)과 함께 병사를 일으켜 모반하으나, 반란은 진압되어 마통은 요참에 처해졌다. 궤 본인이 어떻게 되었는지는 알 수 없으나, 정황상 마통과 함께 주살된 것으로 보인다.

## 출전
- 반고, 《한서》 권17 경무소선원성공신표(景武昭宣元成功臣表) · 권19하 백관공경표(百官公卿表) 下